# Reykhólar
Reykhólar ligger i regionen Västfjordarna, i den västra delen av landet, 150 km norr om huvudstaden Reykjavik. Antalet invånare är 105 (2021).

## Kultur och sevärdheter

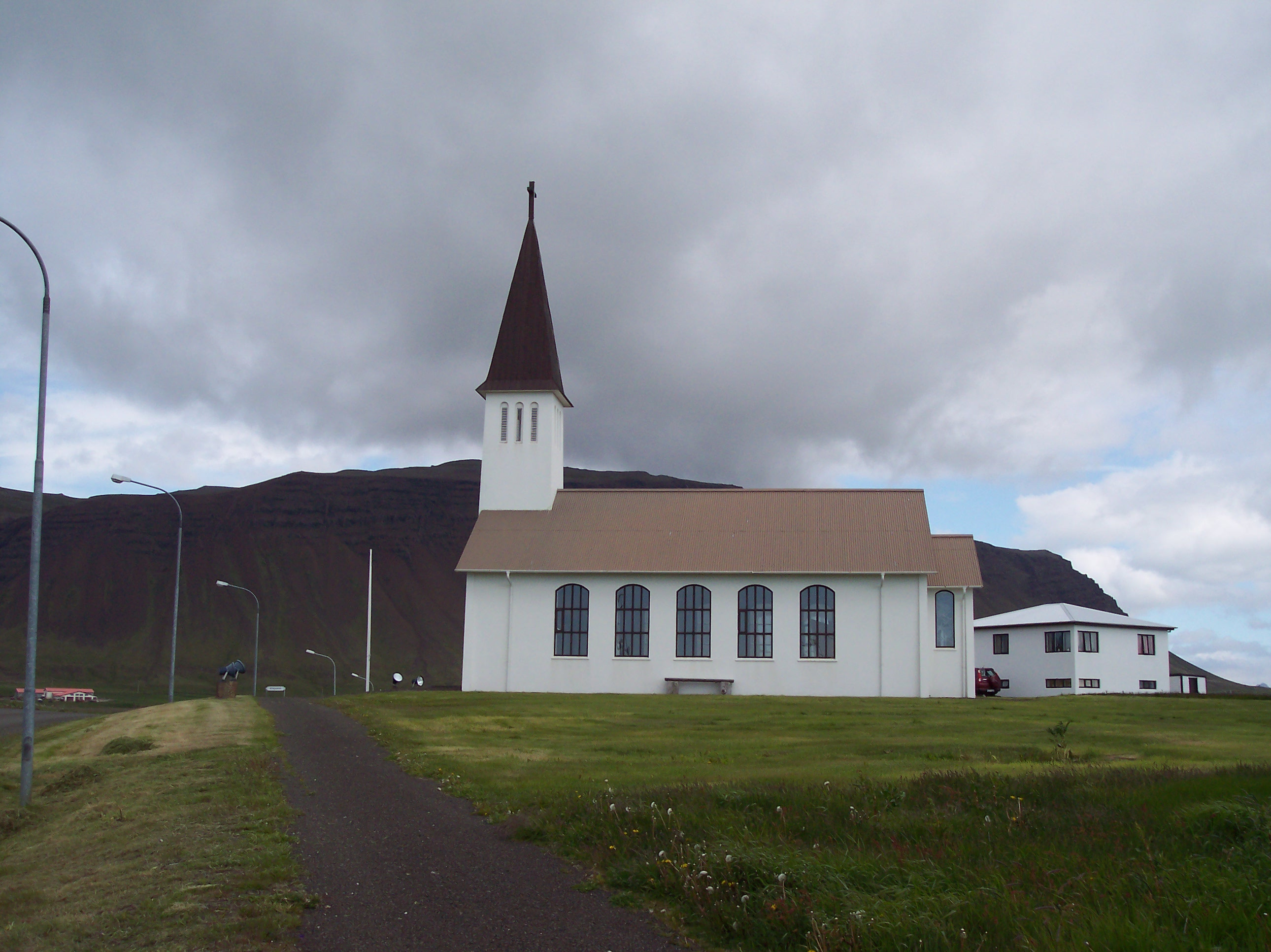
Reykhólakyrkan

Reykhólakirkja byggdes 1959-1963. Den har ett altarskåp skapat av den danske målaren Lövener 1834. Gravstenen över Magnús Arason (cirka 1599–1655) kan också ses i kyrkan.